# Баразновский, Виктор
Виктор Баразновский (род. 23 января 1968) — советский и белорусский легкоатлет, специалист по метанию диска. Выступал в конце 1980-х — середине 1990-х годов, призёр первенств всесоюзного и республиканского значения, участник чемпионатов мира 1993 года в Штутгарте и 1995 года в Гётеборге. Представлял Гомель и Минск, спортивные общества «Красное знамя» и «Динамо». Мастер спорта международного класса.

## Биография
Виктор Баразновский родился 23 января 1968 года. Занимался лёгкой атлетикой в Гомеле и Минске, выступал за добровольные спортивные общества «Красное знамя» и «Динамо» соответственно. Проходил подготовку под руководством заслуженного тренера Белорусской ССР Виктора Александровича Пензикова.
Первого серьёзного успеха в метании диска на всесоюзном уровне добился в сезоне 1990 года, когда выиграл серебряную медаль на соревнованиях в Брянске и бронзовую медаль на чемпионате СССР в Киеве.
В 1991 году выиграл турнир в Риге, стал бронзовым призёром на чемпионате страны в рамках X летней Спартакиады народов СССР в Киеве.
В 1992 году занял пятое место на единственном в своём роде чемпионате СНГ по лёгкой атлетике в Москве.
После распада Советского Союза Баразновский продолжил спортивную карьеру в составе белорусской национальной сборной. Так, в 1993 году он представлял Белоруссию на чемпионате мира в Штутгарте — на предварительном квалификационном этапе метнул диск на 59,30 метра, чего оказалось недостаточно для выхода в финал.
В 1994 году с личным рекордом 63,94 одержал победу на соревнованиях в Гомеле.
В 1995 году стал третьим на международном турнире в Галле, девятым на Мемориале братьев Знаменских в Москве, победил в Первой лиге Кубка Европы в Турку. Принимал участие в чемпионате мира в Гётеборге — в программе метания диска показал результат 58,68 метра, в финал не вышел.
В 1996 году выиграл международный турнир в польской Бяла-Подляске и по окончании сезона завершил спортивную карьеру.